# Драй-Хмара Михайло Опанасович
Миха́йло Драй-Хма́ра (28 вересня (10 жовтня) 1889, Малі Канівці Золотоніського повіту, тепер Чорнобаївського району Черкаської області — 19 січня 1939, концтабір ГУЛАГ СРСР, Колима) — український поет, літературознавець, перекладач доби розстріляного відродження. Батько Оксани Ашер.
Жертва сталінського терору.

## Життєпис
Закінчив школу в Золотоноші, чотири класи Черкаської гімназії. Протягом 1906—1910 років навчався в Колегії Павла Галагана в Києві, а впродовж 1910—1915 років — на історико-філологічному факультеті Київського університету. Працював у семінарі академіка Володимира Перетца. Залишено на кафедрі слов'янознавства для підготовки до професорського звання. 1913 року відряджено за кордон, де студіював фонд бібліотек і архівів Львова, Будапешта, Загреба, Белграда та Бухареста. Працював у Петроградському університеті, 1917 року повернувся в Україну. У 1918—1923 роках — професор Кам'янець-Подільського університету, інституту народної освіти. 1923—1929 — професор кафедри українознавства Київського медичного інституту. 1930—1933 працював у НДІ мовознавства при ВУАН.
Уперше його було заарештовано 21 березня 1933 року (випущено 11 травня 1933, припинено справу 16 липня 1934 року). Удруге заарештовано 6 вересня 1935 року. Реабілітовано 1989 року.

### Прізвище
Справжнє прізвище поета — Драй. Це козацьке прізвище походило, очевидно, від дієслова «драти» (серед козаків було чимало прізвищ на «ай»: найвідоміше — Мамай). Але 1915 р. в Петербурзі, нещодавно перейменованому на Петроград (щоб і не пахло німецьким духом, бо ж 1914 р. Росія і Німеччина оголосили одна одній війну), прізвище «Драй» дуже скидалося на німецьке «drei» — три. Тож професорський стипендіат Петроградського університету Михайло Драй додає до свого прізвища слово «Хмара» і відтоді стає Драй-Хмарою.

### Дитинство
Батько Панас Драй передплачував і читав газети, якийсь час був писарем і полагоджував юридичні справи селян. Мати Ганна Драй походила із заможного козацького роду Брагинців. У Драїв було багато власної землі, левада, ліс, два будинки. Коли Михайликові не було й п'яти років, померла мати. За спогадами Марії Колодуб (сестри Михайла), тоді в їхньому селі була епідемія тифу, тож чимало людей хворіло. Хоча мати мала багато праці вдома — велике господарство, четверо дітей, вона все ж знаходила час, щоб спекти пироги й рознести їх бідним хворим. Там заразилася й померла.
А ось що розповідає Оксана Драй-Хмара в біографічному нарисі про батька:

| Ще змалечку Михайлик був неймовірно щирий і довірливий… Батько купив йому сіру смушеву шапку. П'ятилітній Михайло був дуже гордий з неї. Він надів її і пішов гратися з сільськими хлопчиками. Та заздрісні діти стали сміятися з нього, а потім намовили його набрати в шапку води. Він послухав їх, але після цього шапка збіглася і була вже ні до чого. |

### Друзі

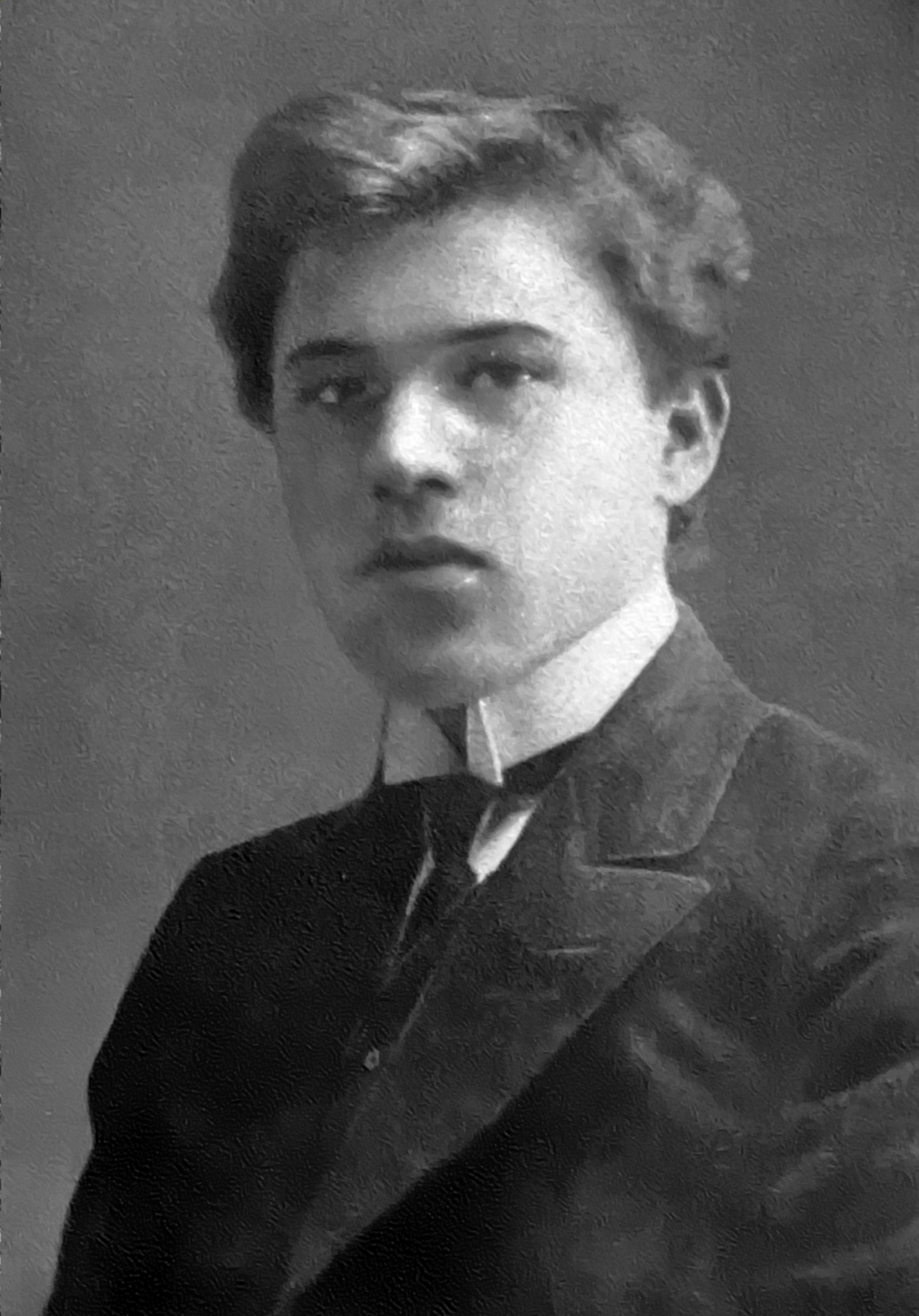
Михайло Драй-Хмара в формі Колеґiї Павла Ґалаґана (1910)

Батько відвіз 9-річного Михайла в с. Панське до вчителя, щоб той підготував хлопця до вступу в гімназію. Хлопець від суворого й жорстокого вчителя втік додому. Початкову освіту Михайло здобув у Золотоноші, а 1902 р. вступив до Черкаської гімназії. Закінчивши там 4 класи, він поза конкурсом, як стипендіат, вступив до Колегії Павла Ґалагана в Києві.
Колегія відповідала чотирьом старшим класам гімназії. Це був чудовий навчальний заклад, на зразок англійського коледжу; викладали в ньому найкращі педагоги Києва. Заснував його 1871 р. поміщик Григорій Ґалаган у пам'ять свого передчасно померлого сина Павла. Вступати до колегії могли лише особи православного віровизнання. Навчалось у ній усього 40 учнів, по 10 у кожнім класі. «Колегіяти» жили всі разом у пансіоні при школі і мали все безплатно: науку, першорядний харч і гарну, європейського зразка уніформу. Щоліта, під час канікул, учням улаштовували цікаві екскурсії — на Кавказ, у Крим, по Волзі, а по закінченні колегії кожен випускник одержував на початкове влаштування по 50 рублів. Не дивно, що попасти до цієї прекрасної школи було мрією кожного гімназиста, що переступив перші чотири класи. Наплив на іспити завжди був дуже великий, і вийти переможцем із конкурсу було річчю нелегкою.
Серед товаришів Михайла в тому ж класі навчалися майбутні поети й учені Борис Ларін (закінчив 4 класи Кам'янець-Подільської гімназії), Володимир Отроковський (народився в с. Кудринці Кам'янецького повіту, закінчив 4 класи Немирівської гімназії), Павло Филипович (закінчив 4 класи Златопільської гімназії). Усі вони назавжди залишилися друзями Михайла.
Навчання в колегії поет згадував як найщасливішу добу свого життя. Тут під впливом учителя російської літератури Іллі Кожина Михайло написав перші вірші російською мовою, деякі з них (зокрема, «Девушка в алой косынке») надрукував журнал «Лукоморье», який видавався в колегії.

### Кам'янець
Закінчивши у 1911 році колегію, Михайло вступив на історико-філологічний факультет Київського університету. Тут він працював у семінарі академіка Володимира Перетца. 1913 року за відрядженням Київського університету та Слов'янського товариства їде за кордон для вивчення слов'янських мов і літератур. Він працював в архівах і бібліотеках Львова, Будапешта, Загреба, Белграда та Бухареста.
1910 року Михайло познайомився з гімназисткою Ніною Длугопольською, а 1914 року одружився з нею. Вінчання відбулося на свято Петра й Павла в с. Тростянчик (нині Вінницької області). Боярами на весіллі були Володимир Отроковський і Павло Филипович, почесним гостем — композитор Микола Леонтович.
1915 року Михайло, закінчивши університет, залишився в ньому для підготовки до професорського звання. Проте у зв'язку з війною Київський університет евакуювали у Саратов, а Михайла відрядили в Петроградський університет.

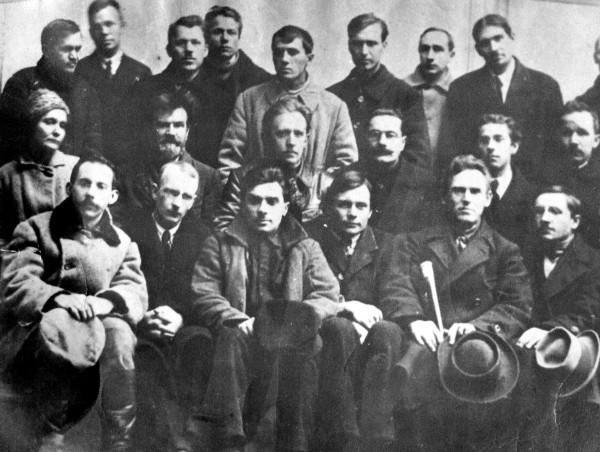
Зустріч харківських і київських митців. Київ, 1923 р. Зліва направо, перший ряд: Максим Рильський, Юрій Меженко, Микола Хвильовий, Майк Йогансен, Григорій Михайлов, Михайло Вериківський. Другий ряд: Наталя Романович, Михайло Могилянський, Василь Еллан-Блакитний, Сергій Пилипенко, Павло Тичина, Павло Филипович. У третьому ряду стоять: Дмитро Загул, Микола Зеров, Михайло Драй-Хмара, Григорій Косинка, Володимир Сосюра, Тодось Осьмачка, Володимир Коряк, Михайло Івченко

У травні 1917 року Михайло Драй-Хмара повернувся до Києва. Коли 1918 року в Кам'янці-Подільському створюється український університет, 29-річний учений приймає запрошення його ректора Івана Огієнка і з 15 липня 1918 року обіймає посаду приват-доцента на кафедрі слов'янської філології. В університеті Михайло Панасович читає слов'янознавство, церковнослов'янську мову, історію польської, сербської, чеської мов і літератур, низку інших курсів. Літографія університету 1920 видає його підручник «Слов'янознавство». Коли 16 листопада 1920 року Кам'янець остаточно захопили «червоні» і невдовзі (26 лютого 1921) з університету «викроїли» інститут народної освіти, Михайло Панасович міста не покидає і працює в ІНО. Аж доки не потрапляє під більшовицьку чистку професорсько-викладацького складу. 1923 року вчений повертається до Києва, викладає українську мову та літературу в столичних вузах.
Український поет Михайло Драй-Хмара почався саме в Кам'янці (бо до того писав вірші російською мовою). У місті над Смотричем він друкує поезії та переклади в альманасі «Буяння», у журналі «Нова думка», в газеті «Червона правда». Перша збірка віршів Драй-Хмари «Молода весна» мала вийти 1922 року в Кам'янецькій філії Державного видавництва України, але для її друку забракло паперу. Тож першу (і єдину прижиттєву) збірку віршів «Проростень» поет видав 1926 року в Києві. Сюди увійшли і твори кам'янецького періоду, і пізніші шедеври. Особливо щемливо звучить поетове «Прощання з Поділлям» (1923).
20 березня 1923 року в Кам'янці на Поділлі в Михайла та Ніни Драй-Хмар народилася донька Оксана. Михайло Панасович був ідеальним батьком для своєї доці. Людмила Старицька-Черняхівська казала, що такої ніжності й уваги до дитини, як у Драй-Хмари, вона в житті своєму не бачила.
Донька, Оксана Драй-Хмара, змальовує портрет батька: «Вище середнього зросту, з ясним волоссям і життєрадісним обличчям, з усмішкою білих зубів і замріяними сірими очима. Акуратність була його характеристичною рисою, — починаючи від рукописів та добре впорядкованої добірної бібліотеки й кінчаючи бездоганністю його одягу, — у всьому відчувався артистичний смак».
Михайло Панасович від природи був спортсменом. Він вправно катався на ковзанах, в юності навіть захоплював глядачів своїм вальсуванням на льоду. А ще був добрим плавцем: легко перепливав Дніпро в Києві. Грав у волейбол, крокет, теніс.
Поет багато мандрував пішки околицями Кам'янця, а потім Києва. Краса природи захоплювала його, дарувала йому душевну рівновагу, викликала поетичне натхнення.

### Поліглот і перекладач

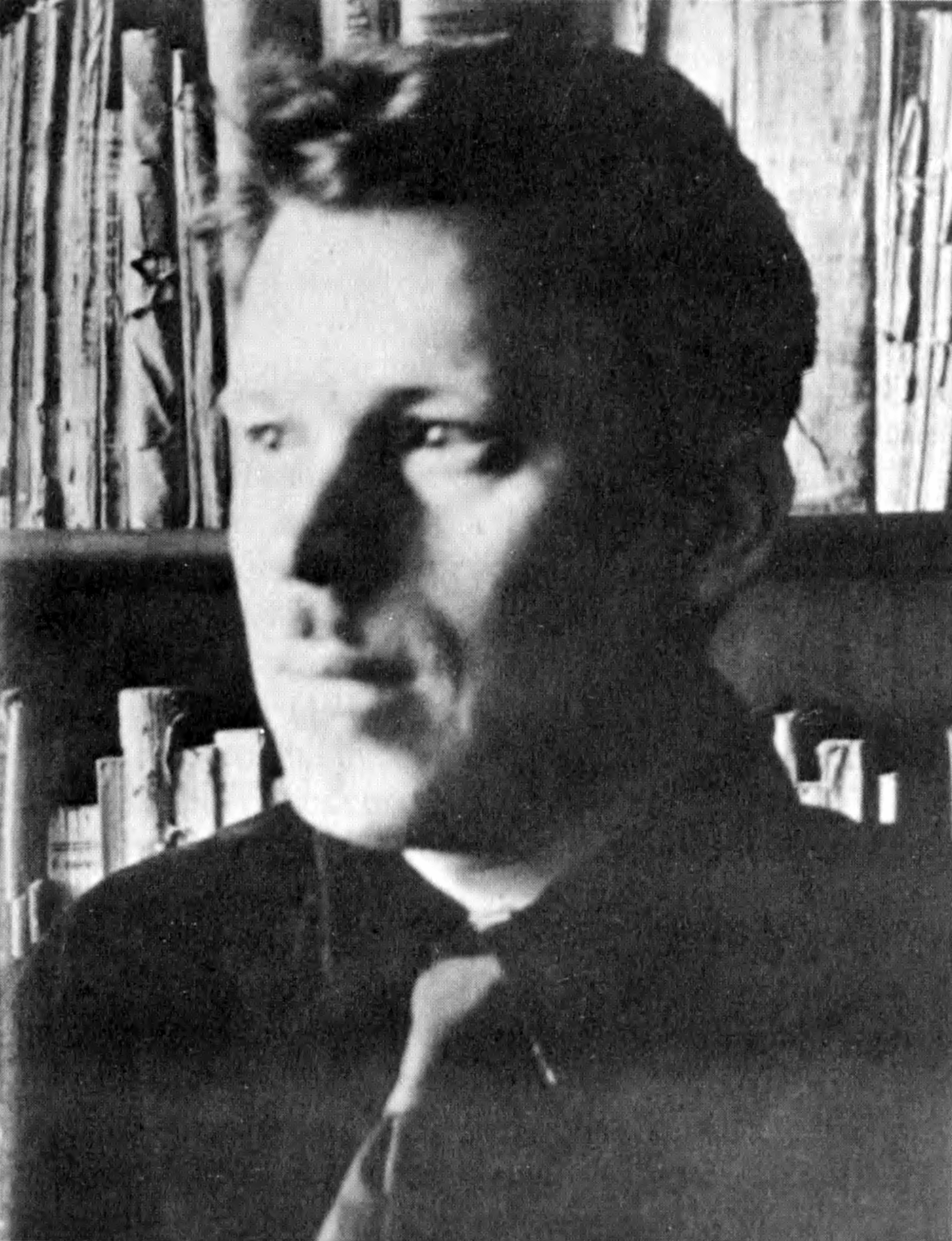
Михайло Драй-Хмара в 1925, Київ.

Михайло Драй-Хмара знав 19 мов. Це майже всі слов'янські (адже його спеціалізацією як ученого було слов'янознавство): українська, мокшанська (московська), білоруська, польська, кашубська, чеська, сербська, хорватська, болгарська. Знав він низку давніх мов — старослов'янську, старогрецьку, латину, санскрит. Знав новітні європейські мови — румунську, французьку, німецьку, італійську, фінську. Останньою мовою, яку вивчав мистець, стала англійська.
У доробку Драй-Хмари — переклади художніх творів з таких мов:
- білоруська (Максім Багдановіч),
- польська (Адам Міцкевич),
- чеська (Йозеф Гора, Йозеф Сватоплук Махар),
- німецька (Стефан Цвайґ)
- французька (Жерар де Нерваль, Теофіль Ґотьє, Шарль Леконт де Ліль, Шарль Бодлєр, Поль Верлєн, Жуль Ляфорг, Поль Кльодель),
- фінська (Уривки з "Калевали").
- італійська: десь у надрах репресивних органів загубився або й пропав його переклад «Пекла» — першої частини «Божественної комедії» Данте.
- мокшанська (Алєксандр Пушкін, Міхаїл Лєрмонтов, Афанасій Фєт)

### Гроно п'ятірне
1928 року Михайло Драй-Хмара надрукував сонет «Лебеді» з присвятою своїм товаришам, де вжив вислів «гроно п'ятірне»:
| О гроно п'ятірне нездоланих співців, крізь бурю й сніг гримить твій переможний спів, що розбиває лід одчаю і зневіри. |
Під «гроном п'ятірним» малися на увазі поети-неокласики — Максим Рильський, Микола Зеров, Павло Филипович, Освальд Бургардт (який друкувався під псевдонімом Юрій Клен) і сам Михайло Драй-Хмара. «Сонет Драй-Хмари, — писав у наші дні Іван Дзюба, — прозвучав як мужній голос на захист друзів — з вірою в чистоту, правоту і невмирущість їхнього естетичного ідеалу».
Але саме з цього сонета почалися всі неприємності поета. Неприборканих співців більшовицька система не терпіла.

### Арешт і загибель
«Жах середньовіччя, тьми і гніту», про який Михайло Драй-Хмара писав у сонеті «Кам'янець», дістав поета в Києві 21 березня 1933 року, коли його безпідставно заарештували та нахабно звинуватили в приналежності до контрреволюційної організації у Кам'янецькому університеті. Однак слідству забракло доказів — і 11 травня 1933 року ученого випустили, а 16 липня 1934 року справу припинили та звільнили Михайла Панасовича під підписки про невиїзд. Але ні влаштуватися десь на роботу, ні щось надрукувати опальний професор уже не міг. Другий арешт (6 вересня 1935 року) і заслання на Колиму на 5 років не забарилися. Драй-Хмара був одним із небагатьох, хто на допитах не зламався, не наговорив ні на себе, ні на товаришів.
Ось що про смерть поета на Колимі повідав Михайло Добровольський (1907—1951), який в минулому очолював комсомольську організацію Удмуртської АРСР:
| Був у мене на Колимі друг незабутній, ще й тезко, — український поет, професор — знавець мов і літератур… Прізвище поет мав якесь чудернацьке з двох окремих слів, одна половина ніби як німецька, а друга — українська. Якщо ж перекласти по-російському, то буде «три тучи»… …Одного сонячного квітневого дня 1939 р., коли було по-колимськи відносно тепло, а наша бригада поралася на дорозі, до нас наблизилося легкове авто — «емка». Конвой вишикував шеренгою бригаду із сорока доходяг. З «Емки» вилізли троє із сусманського управління, притримуючи при боках маузери. Усі, як завжди тоді, «під мухою»… Підійшли. Конвой щось їм доповів… Один із трьох повільно витяг маузер із дерев'яної кобури і, підійшовши за кілька кроків до першого в'язня, — трах, до п'ятого — трах… Ми з Драєм стояли аж у четвертому десятку поряд, а з другого боку стояв київський студент Володя, з чиїм батьком Драй дружив колись у Кам'янці. Отож, коли почали нізащо розстрілювати щоп'ятого, Драй умить обрахував, що під кулю потрапить саме студент Володя… Щойно кат наблизився до чергової п'ятірки, до Володі, як Драй рвучко відштовхнув студента і став на його місце зі словами: «Не чіпай, кате, молоде життя, бери моє»… З цими словами він плюнув прибульцеві межи очі… Все відбулося блискавично… Тієї ж миті кат упритул випустив у груди Драя решту набоїв… Драй ще встиг прохрипіти «Гад!..» і, відштовхнувшись правицею від мого лівого плеча, бездиханно упав горілиць із розплющеними в небо очима… |
25 жовтня 1939 року київський ЗАГС повідомив дружину Драй-Хмари про його смерть, що сталася 19 січня 1939 року. Місця і причини смерті в повідомленні не вказано. У документах про реабілітацію Драй-Хмари зазначено, що він помер «від ослаблення серцевої діяльності». Акти про смерть і поховання Драй-Хмари, які зберігаються в особистій справі ув'язненого в управлінні внутрішніх справ Магаданського облвиконкому, засвідчують, що Михайло Панасович помер 19 січня 1939 року о 23.15 у приміщенні медпункту лікарської ділянки Устьє Тайожна. Поховано його на правому березі річки Паутова, могила № 3 за 300 м від річки, а від табірного пункту Горна Лаврюкова до 1 км.

## Доля родини
У червні 1937 року Ніну Петрівну з малою Оксаною вислали з Києва в Башкирію — в м. Белебей. Згодом їм вдалося перебратися на захід. Ніна Драй-Хмара померла 1996 у США, встигши відзначити свій столітній ювілей.
Оксана Драй-Хмара (у шлюбі Ашер) стала дослідницею творчості свого батька. 1967 року в Парижі вона закінчила аспірантуру Сорбонни зі ступенем доктора слов'янської літератури за працю про творчість Михайла Драй-Хмари.

## Вшанування пам'яті
- На честь Михайла Драй-Хмари названа одна з вулиць Києва, Львова, Полтави, Ковеля та Миколаєва.
- З нагоди 125-річчя від дня народження за ініціативи фонду Миколи Томенка «Рідна країна» 6 листопада 2014 року на будинку по вул. Садова, 1/14, що біля Кабміну, урочисто відкрили меморіальну дошку Михайлу Драй-Хмарі.
- В грудні 2015 року була презентована найповніша збірка творів Михайла Драй-Хмари. Упорядником видання став літературознавець, заступник директора Інституту літератури ім. Т. Г. Шевченка НАН України Сергій Гальченко. Автори передмов — Іван Дзюба та Микола Томенко.
- 26 липня 2024 року у місті Миколаїв вулицю Кубинську перейменували на вулицю Михайла Драй-Хмари.[4]
- 26 липня 2024 року у місті Дніпро вулицю Гавриїла Розанова перейменували на вулицю Михайла Драй-Хмари.[5]

### Енциклопедичні статті, біографічні довідки
- І. М. Дзюба. Драй-Хмара Михайло Опанасович [Архівовано 30 червня 2016 у Wayback Machine.] // Енциклопедія сучасної України / ред. кол.: І. М. Дзюба [та ін.] ; НАН України, НТШ. — К. : Інститут енциклопедичних досліджень НАН України, 2001–2025. — ISBN 966-02-2074-X.
- Український радянський енциклопедичний словник : [у 3 т.] / гол. ред. М. П. Бажан. — 1-ше вид. — К. : Голов. ред. УРЕ АН УРСР, 1966. — Т. 1 : А — Кабарга. — 856 с. — С. 639.
- Історія української бібліотечної справи в іменах (кінець ХІХ ст. — 1941 р.): матеріали до біобібліографічного словника / авт.-уклад. Л. В. Гарбар ; ред. кол.: Г. В. Боряк, Л. А. Дубровіна (голова), В. І. Попик та ін. ; НАН України, Нац. б-ка України ім. В. І. Вернадського, Ін-т рукопису. — Київ, 2017. — C. 144—145 . http://irbis-nbuv.gov.ua/everlib/item/er-0002146 [Архівовано 27 березня 2019 у Wayback Machine.]
- Письменники Радянської України: Біобібліографічний довідник / Упорядники Олег Килимник, Олександр Петровський. — К.: Радянський письменник, 1970. — С. 134.
- Українська радянська енциклопедія : у 12 т. / гол. ред. М. П. Бажан ; редкол.: О. К. Антонов та ін. — 2-ге вид. — К. : Головна редакція УРЕ, 1979. — Т. 3 : Гердан — Електрографія. — 551, [1] с., [26] арк. іл. : іл., портр., карти + 1 арк с. — С. 465.
- Михайло Драй Хмара // Антологія української поезії в шести томах. — Т. 4: Твори поетів, які ввійшли в літературу в 1917—1932 роках. — К.: Дніпро, 1985. — С. 203.
- Український радянський енциклопедичний словник : [у 3 т.] / гол. ред. Бабичев Ф. С. — 2-ге вид. — К. : Голов. ред. УРЕ АН УРСР, 1986. — Т. 1 : А — Калібр. — 752 с. — С. 550.
- Крижанівський С. А. Драй-Хмара // Українська літературна енциклопедія : В 5 т. / редкол.: І. О. Дзеверін (відповід. ред.) та ін. — К. : Голов. ред. УРЕ ім. М. П. Бажана, 1990. — Т. 2 : Д—К.  — С. 104–105.
- Михайло Драй-Хмара / Текст В. Брюховецького // …З порога смерті…: Письменники України — жертви сталінських репресій. — Випуск перший. — К.: Радянський письменник, 1991. — С. 165—167.
- Мацько Віталій. Літературне Поділля. — Хмельницький, 1991. — С. 24–25.
- В. Д. [Домонтович В.] Драй-Хмара Михайло // Енциклопедія українознавства : Словникова частина : [в 11 т.] / Наукове товариство імені Шевченка ; гол. ред. проф., д-р Володимир Кубійович. — Париж — Нью-Йорк : Молоде життя, 1955—1995. — ISBN 5-7707-4049-3. — Перевидання в Україні. — Т. 2. — Львів, 1993. — С. 592.
- Баженов Л. В. Поділля в працях дослідників і краєзнавців XIX—XX ст.: Історіографія. Біобібліографія. Матеріали. — Кам'янець-Подільський, 1993. — С. 202—203.
- Українське слово: Хрестоматія української літератури та літературної критики XX століття. — Книга друга. — К.: Аконіт, 2001. — С. 49.
- Брега Г. С. Драй-Хмара Михайло Опанасович [Архівовано 25 червня 2016 у Wayback Machine.] // Енциклопедія історії України / редкол.: В. А. Смолій та ін. ; Інститут історії України НАН України. — К. : Наукова думка, 2004. — Т. 2 : Г — Д. — 518 с. : іл. — ISBN 966-00-0405-2. — С. 460.
- Самі про себе. Автобіографії українських митців 1920-х років/ Упоряд. Раїса Мовчан. — Київ : Кліо, 2015. — 640 с. — ISBN 978-617-7023-36-3.
- Современная украинская энциклопедия. — Т. 4. — Харьков: Книжный Клуб «Клуб Семейного Досуга», 2005. — С. 394.
- УСЕ — Універсальний словник-енциклопедія. — 4-е видання. — 2006. — С. 411.

### Видання творів
- Вибране: Поезії і переклади / Упорядкував тексти та написав примітки Віктор Іванисенко; передмова Степана Крижанівського. — К.: Радянський письменник, 1969. — 301 с.
- Вибране / Упорядкування Дмитра Паламарчука, Григорія Кочур, передмова Івана Дзюби, примітки Григорія Кочура. — К.: Дніпро, 1989. — 544 с.
- Літературно-наукова спадщина / Упорядкування С. А. Гальченка, А. В. Ріпенко, О. Ф. Томчука, примітки С. А. Гальченка, Г. О. Костюка. — К.: Наукова думка, 2002. — 592 с.

### Антології, хрестоматії
- Антологія української поезії: В шести томах. — Т. 4. — К.: Дніпро, 1985. — С. 203–205.
- Сто поезій ста поетів: Хмельницька антологія / Упорядник Микола Федунець. — Хмельницький: Поділля, 1992. — С. 91.
- Українське слово: Хрестоматія української літератури та літературної критики XX ст. (у трьох книгах). — Книга перша. — К.: Рось, 1994. — С. 506–507.
- Українське слово: Хрестоматія української літератури та літературної критики XX століття. — Книга друга. — К.: Аконіт, 2001. — С. 49–55.
- Лавріненко Юрій. Розстріляне відродження: Антологія 1917—1933. — 3-є видання. — К.: Смолоскип, 2004. — С. 263–282.

### Передмови
- Дзюба Іван. Він хотів «жить, творити на своїй землі…» // Драй-Хмара Михайло. Вибране. — К.: Дніпро, 1989. — С. 5–39.
- Жулинський Микола. Шлях із неволі, з небуття // Драй-Хмара Михайло. Літературно-наукова спадщина. — К.: Наукова думка, 2002. — С. 3–16.
- Ашер Оксана. Передмова (Портрет Михайла Драй-Хмари; Біографічний нарис) // Драй-Хмара Михайло. Літературно-наукова спадщина. — К.: Наукова думка, 2002. — С. 17–32.

### Літературно-критичні статті
- Іванисенко Віктор. Михайло Драй-Хмара // Письменники Радянської України. 20-30 роки: Нариси творчості. — К.: Радянський письменник, 1989. — С. 235–263.
- Шерех Юрій. Поезія Михайла Драй-Хмари // Українське слово: Хрестоматія української літератури та літературної критики XX ст. (у трьох книгах). — Книга перша. — К.: Рось, 1994. — С. 499–506.
- Заславський Ісай. «Лебеді» і їх творча історія // Українське слово: Хрестоматія української літератури та літературної критики XX ст. (у трьох книгах). — Книга перша. — К.: Рось, 1994. — С. 507–512.
- Набитович Ігор. Поезія Михайла Драй-Хмари: Weltschmerz буття: відкрита лекція. Кам’янець-Подільський: Рута, 2019. 76 с.

### Статті в наукових збірниках
- Іов Іван. М. Драй-Хмара (кам'янецький період творчості 1918—1923 рр.) // Духовна і науково-педагогічна діяльність І. І. Огієнка в контексті українського національного відродження: Тези доповідей науково-теоретичної конференції. Кам'янець-Подільський, 1992.  с. 201–203.
- Копилов С. А. Драй-Хмара в Кам'янець-Подільському державному українському університеті // Матеріали ІХ Подільської історико-краєзнавчої конференції. — Кам'янець-Подільський, 1995. С. 264–268.
- Набитович Ігор. Білоруське письменство в літературно-критичній рецепції та перекладах Михайла Драй-Хмари // Studia Białorutenistyczne / Red. R. Radzik, M. Sajewicz. Lublin: Uniwersytet im. M. Curie-Skłodowskiej, 2011. nr 5. S. 215-230.
- Набитович Ігор. “Від болю серце скорчилось…”: Михайло Драй-Хмара у творчому дискурсі Григорія Костюка //  Наукові праці Кам’янець-Подільського державного університету: Філологічні науки. Випуск 46. Кам’янець-Подільський, 2018. с. 34-4.
- Набитович Ігор. Творчість Максима Багдановiча в літературно-критичній та перекладацькій рецепції Михайла Драй-Хмари // Наукові праці Кам’янець-Подільського національного університету / Філологічні науки. Випуск 19.  Кам’янець-Подільський 2009. с. 136-142.
- Степанська О. Михайло Драй-Хмара: музикалії життя і поетичної творчості// Українська музика: науковий часопис (lnma.lviv.ua). - 1(48) 2024. с.134-145.
- Степанська О. Епістолярна спадщина Михайла Драй-Хмари як джерело українського музикознавства// Українська музика: науковий часопис (lnma.lviv.ua). № 2(49). 2024. с.146-161.

### Статті в газетах
- Кочур Григорій. Рік Михайла Драй-Хмари // Літературна Україна. — 1989. — 26 жовтня. — С. 6.
- Василевський П. Так загинув він на Колимі // Літературна Україна. — 1989. — 26 жовтня. — С. 6.
- Бондар Наталя. Пам'ятні місця // Літературна Україна. — 1989. — 26 жовтня. — С. 6.
- Брюховецький В'ячеслав. Михайло Драй-Хмара: …З порога смерті…: Письменники України — жертви сталінських репресій [Архівовано 1 грудня 2010 у Wayback Machine.] / За редакцією Олекси Мусієнка // Літературна Україна. — 1991. — 25 липня. — С. 8.
- Будзей Олег. Михайло Драй-Хмара: Ім'я на мапі міста // Подолянин. — 2002. — 1 лютого. — С. 4.

### Бібліографічні посібники
Київські неокласики: Михайло Драй-Хмара : бібліогр. покажч. / уклад. А. Своровський ; літ. ред. О. Трубайчук, бібліогр.-ред.: С. Денисова, Т. Гніда ; Департамент культури виконавчого органу (КМДА) ; Публ. б-ка ім. Лесі Українки для дорослих м. Києва, Відділ електронних ресурсів та довідково-бібліографічного обслуговування. – Київ, 2023. – 24 с. 